# Solarana
Solarana es un municipio de España, en la provincia de Burgos, Comunidad Autónoma de Castilla y León. Tiene un área de 14,65 km² con una población de 110 habitantes (INE 2007) y una densidad de 7,51 hab/km².
Cuenta con un museo dedicado al cómic y al cine mudo.

Panorámica

## Demografía
Solarana cuenta con una población de 78 habitantes (INE 2024).
| Gráfica de evolución demográfica de Solarana entre 1842 y 2021                                                      |
| |
| Población de derecho según los censos de población del INE Población de hecho según los censos de población del INE |

| 1991 |  | 1996 |  | 2001 |  | 2004 |
| ---- |  | ---- |  | ---- |  | ---- |
| 130  |  | 120  |  | 106  |  | 104  |